# San Mateo Piñas
San Mateo Piñas est l'une des 570 municipalités qui composent l'État mexicain d'Oaxaca. Elle appartient au district de Pochutla, dans la région côtière. elle est le chef-lieu est la localité du même nom.